# Bastaardwoord
Een bastaardwoord is een leenwoord waarvan de oorspronkelijke vorm aan de spelling, fonologie of morfologie van de nieuwe taal is aangepast. De woorden zijn dus aangepast, maar als dusdanig vaak nog herkenbaar als woord van vreemde afkomst.
Nederlandse voorbeelden van bastaardwoorden: calorie, krant, sigaar, pover.
Het verschil met een vreemd woord is dat een vreemd woord een leenwoord is waarvan de oorspronkelijke vorm niet is aangepast aan de spelling, fonologie of morfologie van de nieuwe taal.
Nederlandse voorbeelden van vreemde woorden: carrière, conflict, opera, computer, überhaupt, college, ...